# Ken MacAfee
Kenneth Adams MacAfee II (Portland, 9 gennaio 1956) è un ex giocatore di football americano statunitense che ha militato nel ruolo di tight end per tutta la carriera con i San Francisco 49ers della National Football League (NFL).

## Carriera
MacAfee al college giocò a football a Notre Dame, vincendo il campionato NCAA nel 1977, il Walter Camp Award come miglior giocatore nel college football e venendo premiato per tre volte come All-American. Fu scelto dai San Francisco 49ers come settimo assoluto nel Draft NFL 1978 e vi giocò per due stagioni. Fu titolare nel suo anno da rookie ricevendo 22 passaggi e segnando un touchdown. L'anno seguente fu nuovamente titolare, ricevendo 24 passaggi e 4 touchdown.
Nel 1980 a MacAfee fu chiesto di giocare come guardia per 49ers, ma non sentendosi adatto a quel ruolo, lasciò la squadra e si iscrisse alla scuola per divenire dentista. A fine stagione i suoi diritti furono ceduti ai Minnesota Vikings ma non giocò mai con essi. Fu inserito in lista infortunati nel settembre 1981.

## Palmarès
- Walter Camp Award: 1

1977
- College Football Hall of Fame